# デイヴィッド・カークランド
デイヴィッド・カークランド（David Kirkland, 1878年11月26日 - 1964年10月27日）は、アメリカ合衆国の映画監督、脚本家、俳優、映画プロデューサーである。本名デイヴィッド・ヘンリー・スウィム（David Henry Swim）。

## 人物・来歴

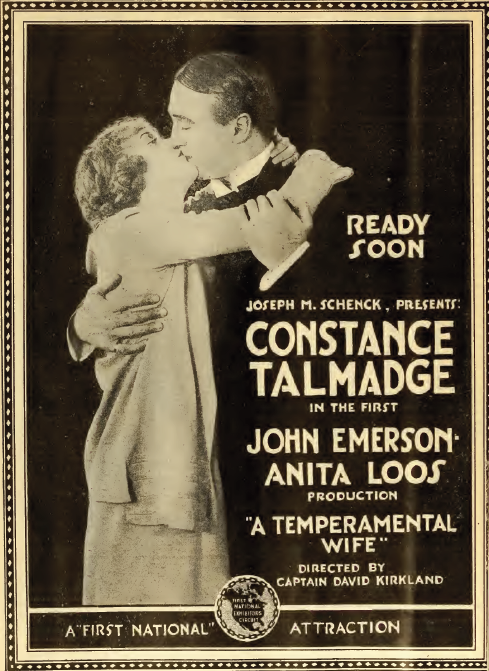
1919年の監督作品『氣儘妻』の広告

1878年（明治11年）11月26日、アメリカ合衆国・カリフォルニア州サンフランシスコに生まれる。
エッサネイ・フィルム・マニュファクチャリング・カンパニー（エッサネイ・スタジオ）に入社、1911年（明治44年）ころから「ブロンコ・ビリー」として知られるギルバート・M・アンダーソンやアーサー・マックレーが主演・監督する短篇の西部劇するうちに、1913年（大正2年）、主演作の短篇西部劇 Children of the Forest を演出し、映画監督としてデビューした。1914年（大正3年）、ユニヴァーサル・フィルム・マニュファクチュアリング・カンパニー（現在のユニバーサル・ピクチャーズ）に移籍、ウォーレス・リードが監督・主演した短篇映画 The Siren に出演する。1916年（大正5年）、同社が設立した子会社・ブルーバード映画で、『月宮殿』を監督、同作は日本でも公開された。
1931年（昭和6年）の Riders of the Cactus 以降はトーキーを手がけた。1932年（昭和7年）から、メキシコで3作監督し、1937年（昭和12年）にメキシコで撮った El impostor を最後に映画監督を引退する。1940年代には、ジョン・フォード監督の『怒りの葡萄』、ジャン・ルノワール監督の『自由への闘い』等に俳優として出演した。
1964年（昭和39年）10月27日、カリフォルニア州ロサンゼルスで死去した。満85歳没。

## フィルモグラフィ
特筆以外は監督作である。
- On the Desert's Edge : 監督不明、脚本・主演ギルバート・M・アンダーソン、1911年 - 出演
- Broncho Billy's Love Affair : 監督・脚本・主演ギルバート・M・アンダーソン、1912年 - 出演・Allen, The Rancher役
- The Sheriff's Inheritance : 監督・主演アーサー・マックレー、1912年 - 出演・The Rancher役
- Broncho Billy's Gun Play : 監督・脚本・主演ギルバート・M・アンダーソン、1913年 - 出演
- The Sheriff's Story : 監督・主演アーサー・マックレー、1913年 - 出演
- The Ranchman's Blunder : 監督・主演アーサー・マックレー、1913年 - 出演
- The Crazy Prospector : 監督・脚本・主演ギルバート・M・アンダーソン、1913年 - 出演・John Harlan役
- The Spirit of the Flag : 監督アラン・ドワン、1913年 - 出演・Spanish renegade役
- Alkali Ike and the Hypnotist : 監督ギルバート・M・アンダーソン、1913年 - 出演・Professor Hippy役
- The Life We Live : 監督アーサー・マックレー 、1913年 - 出演
- The Powder Flash of Death : 監督アラン・ドワン、1913年 - 出演・Tavern keeper役
- The Picket Guard : 監督アラン・ドワン、1913年 - 出演・Confederate picket役
- Mental Suicide : 監督アラン・ドワン、1913年 - 出演・A contractor役
- Alkali Ike's Gal : 監督ジェス・ロビンス、1913年 - 出演・Dr. Dopem役
- Why Broncho Billy Left Bear Country : 監督・脚本・主演ギルバート・M・アンダーソン、1913年 - 出演
- Broncho Billy Gets Square : 監督・脚本・主演ギルバート・M・アンダーソン、1913年 - 出演・Dave Kirkland役
- The End of the Circle : 監督ジェス・ロビンス、1913年 - 出演
- Children of the Forest : 1913年 - 監督・出演・Wahahtomah役（初監督作）
- Broncho Billy's Christmas Deed : 監督・脚本・主演ギルバート・M・アンダーソン、1913年 - 出演
- That Pair from Thespia : 1913年
- A Snakeville Courtship : 1913年
- The Awakening at Snakeville : 監督ジェス・ロビンス、1914年 - 出演・Dr. Dopeum役
- The Hills of Peace : 監督ロイド・イングレアム、1914年 - 出演・The Doctor役
- The Cast of the Die : 監督ジェス・ロビンス、1914年 - 出演・The Detective役
- Italian Love : 監督不明、1914年 - 出演・Gato役
- Dan Cupid: Assayer : 1914年 - 監督・主演・Billy Cousins役
- The Siren : 監督・主演ウォーレス・リード、1914年 - 出演
- The Den of Thieves : 監督・主演ウォーレス・リード、1914年 - 出演
- At Three O'Clock : 1914年 - 監督・脚本
- In and Out : 1914年
- Hypnotic Power : 監督不明、1914年 - 出演
- The Butler's Busted Romance : 1915年
- The Curse of a Name : 1915年
- The Winning of Miss Construe : 1916年 - 監督・脚本
- 『月宮殿』 The Crippled Hand : 1916年
- The Woman Who Followed Me : 1916年
- Shooting His 'Art Out : 1916年
- A Milk-Fed Vamp : 1917年
- Her Husband's Wife : 1918年
- A Self-Made Lady : 1918年
- 『氣儘妻』 A Temperamental Wife : 1919年
- 『笑みの酬ひ』 A Virtuous Vamp : 1919年
- Nothing But the Truth : 1920年 - 監督・脚本
- 『罪人を求めて』（別題『人の願』） : In Search of a Sinner : 1920年
- 『恋の名人』 The Love Expert : 1920年 - 監督・出演・Mr. Smithers役
- 『無条件』 The Perfect Woman : 1920年
- 『乱暴娘』 The Rowdy : 1921年
- At the Sign of the Jack O'Lantern : 監督ロイド・イングレアム、1922年 - 脚色
- 『一足飛び』 The Ladder Jinx : 監督ジェス・ロビンス、1922年 - 脚色
- The Veiled Woman : 監督ロイド・イングレアム、1922年 - 脚本
- 『涙の少年』 Barefoot Boy : 1923年
- 『迫害に捷つ女』 For Another Woman : 1924年
- 『トムボーイ』 The Tomboy : 1924年
- 『桃色の女』 Who Cares : 1925年
- All Around Frying Pan : 1925年 - 監督・脚本
- The Smash-Up : 1925年
- 『旋風雷電児』 The Tough Guy : 1926年
- 『国境戦』 Hands Across the Border : 1926年
- 『鉄火トムソン』 The Two-Gun Man : 1926年
- 『肉弾トムソン』 A Regular Scout : 1926年 - 監督・脚本
- 『裸で御披露』 Uneasy Payments : 1927年
- Yours to Command : 1927年
- The Gingham Girl : 1927年 - 監督・脚色
- The Candy Kid : 1928年 - 監督・字幕
- Riders of the Cactus : 1931年 - 監督・脚色・台詞
- So This Is Arizona : 監督J・P・マッゴワン、1931年 - プロデューサー・脚本・台詞
- Flying Lariats : 1931年
- Alma de México : 1932年
- Pecados de amor : 1934年
- El impostor : 1937年
- 『怒りの葡萄』 The Grapes of Wrath : 監督ジョン・フォード、1940年 - ノンクレジット出演・Migrant役
- Brigham Young : 監督ヘンリー・ハサウェイ、1940年 - ノンクレジット出演・Elder役
- The Mayor of 44th Street : 監督アルフレッド・E・グリーン、1942年 - ノンクレジット出演・Petey役
- 『自由への闘い』 This Land Is Mine : 監督ジャン・ルノワール、1943年 - ノンクレジット出演・Judge役

## 関連事項
- エッサネイ・スタジオ （en:Essanay Studios）

## 註
1. 1 2 3 4 5 6 7 8 9 10  David Kirkland, Internet Movie Database （英語）, 2010年4月20日閲覧。
2. ↑  『ブルーバード映画の記録』 : 製作・著・発行山中十志雄・塚田嘉信、1984年4月、p.60-63.